# Grindași, Ialomița
Grindași este un sat în comuna Valea Măcrișului din județul Ialomița, Muntenia, România.
Actualul sat Grindași se numea în vechime " Slujitori ", datorită faptului că locuitorii făceau parte din armata lui Matei Basarab. De altfel satul Grindași mai păstreaza un aspect arhaic, cu vestigii istorice ale unor case boierești.